# Kíla
Kíla es un grupo de música tradicional irlandesa. Los componentes originales de la banda fueron Eoin Dillon; gaita irlandesa, Colm Mac Con Iomaire; violín, Rossa Ó Snodaigh; flauta irlandesa, Rónán Ó Snodaigh; Bodhrán, Karl Odlum; bajo, Dave Odlum guitarra.
Kila se formó en 1987 en el instituto en lengua irlandesa Coláiste Eoin en Dublín. Colm O' Snodaigh se unió a la banda en 1988 para el primer festival de Kíla, que tuvo lugar en Alemania. En 1991 Colm Mac Con Iomaire y Dave Odlum dejaron el grupo para unirse a la banda de rock irlandesa 'The Frames'. En el mismo año, Dee Armstrong se unió a Kíla como sustituto de Colm Mac Con Iomaire y Eoin O'Brien reemplazó a Dave Odlum.

## Miembros actuales
- - Rossa Ó Snodaigh: Mandolin, Whistles and percussion (1987 - to date)
  - Rónán Ó Snodaigh: Bodhrán and Singer (1987 - to date)
  - Colm Ó Snodaigh: Flute, Singer (1988 - to date)
  - Brian Hogan: Bass (1996 - to date)
  - Seanán Brennan: Acoustic and electric guitar, bass and mandola (2009 - to date)
  - Dave Hingerty: Drums (2010- to date)
  - James Mahon: Flute, Uilleann Pipes, Whistles(2015 - to date)
- Rossa Ó Snodaigh ha actuado en numerosos talleres de percusión, fiestas y clases de baile y ha grabado con muchos otros grupos. Toca varios instrumentos, pero se concentra en la percusión. Ha organizado la tienda de lengua irlandesa en el Electric Picnic y fundó una Gaelscoil (escuela nacional de habla irlandesa) en su área local, Cluainín Uí Ruairc / Manorhamilton. También creó la Plaza de los altavoces en la zona de Temple Bar.

- Ó Snodaigh continúa desarrollando su habilidad con el bodhrán (instrumento de percusión). Él estuvo de gira con Dead Can Dance en la década de 1990. Desde los conciertos con DCD Spiritchaser en 1996, ha centrado sus energías en Kíla y en sus trabajo en solitario. Lanzó su quinto álbum en solitario en diez años en 2010, Aguas de descuento en un pato trasero. Su último libro de poesía, "El jardín de las guerras", fue publicado en 2007. En 2010, compuso la música de fondo de dos episodios del documental de TVE de 4 partes, "El retorno Águilas".

- Colm Ó Snodaigh se unió a la banda en 1988, con motivo de la aparición del primer festival de Kíla, en el European Youth Music Festival, celebrado en Bonn, Alemania. Su segundo álbum en solitario, Dar (2007), el siguiente luego de EIST (1990), fue descrito por Hot Press como una obra de "verdadera belleza" y contó con la colaboración de Hot Casa Flores, Liam Ó Maonlaí y Fiachna Ó Braonáin, el saxofonista Richie Buckley y la estrella en ascenso Lisa Hannigan. Su primera novela fue publicada en 2007. Tradujo un libro para niños en 2008. Actualmente está trabajando en un libro sobre la desobediencia civil y en su siguiente álbum en solitario, que saldrá a la venta en 2011.

- Seanan Brennan,nativo de Rossnaulagh, toca la guitarra y la mandola, y es exmiembro de los grupos Boxty y Georgia. Durante sus días de descanso sirve té y pasteles en la tienda de té de su madre en Rossnaulagh.

- Lance Hogan nació en Limerick en 1969 y creció en Dun Laoghaire, Co. Dublín. Él es un productor musical, compositor y multiinstrumentista. Ha estado de gira con Dead Can Dance y ha trabajado con U2 y con el ganador del Oscar, el director Neil Jordan. En el estudio ha producido cinco discos de oro y un disco de platino. Él produjo recientemente un 'remake de la Horslips' la canción Trouble Makers "Problemas con una T mayúscula" para la música de la serie de televisión "Lo crudo Sessions". La canción también fue lanzado como un sencillo, del cual todas las ganancias van a caridad, a la Juventud de la Fundación. El más reciente trabajo de composición de Lance fue para la película finlandesa "Odisea Laponia".

- Brian Hogan siguió a su hermano Lance a la banda en 1996 que hizo una aparición con Kila en una gira por el sudoeste de Irlanda en diciembre de 1993. Brian ha estado de gira y grabado con varias bandas como la Banda de Eurostar. Ha ilustrado varios libros, incluyendo Rossa "Alegría de Orinando", y recientemente ha sido el diseño de fundas para CD. Su lado proyecto de banda Predicadores Hijo lanzaron su primer sencillo "X para Sandra", en marzo de 2010. Él está trabajando actualmente en un álbum en solitario. Brian y Lance son hijos de la popular cantante y artista Larry Hogan Róisín Daly.
  -     - Dee Armstrong is from a musical family. She     is a self taught musician and began playing with Kila in 1991. She plays     fiddle, banjo, hammered dulcimer, bodhran and tuned percussion. Dee     studied film and wrote and directed “Changelings” short film in 1993. She has     been working on film soundtracks ever since. Notably writing with Kila the     score for three animated feature films with Cartoon Saloon. Dee has a first-class     honours degree in Performing Arts and a Masters in Set Design. She also plays     with Free Speaking Monkey and The Armagh Rhymers. Dee designed and directed all Kila visual     shows in Vicar St, Olympia and other theatres. She has four children and a     grandson and a herd of ducks.

  - Eoin Dillon es un gaitero con un estilo único. Originalmente ebanista, fue profesor de carpintería en la isla de Tory antes de embarcarse en un aprendizaje con el fabricante de tubería Cillian Ó Briain. Él es compositor y organizador de la música de Dublín sesión. Eoin ha publicado dos álbumes: El tercer gemelo (2005) y la media de Oro (2010).

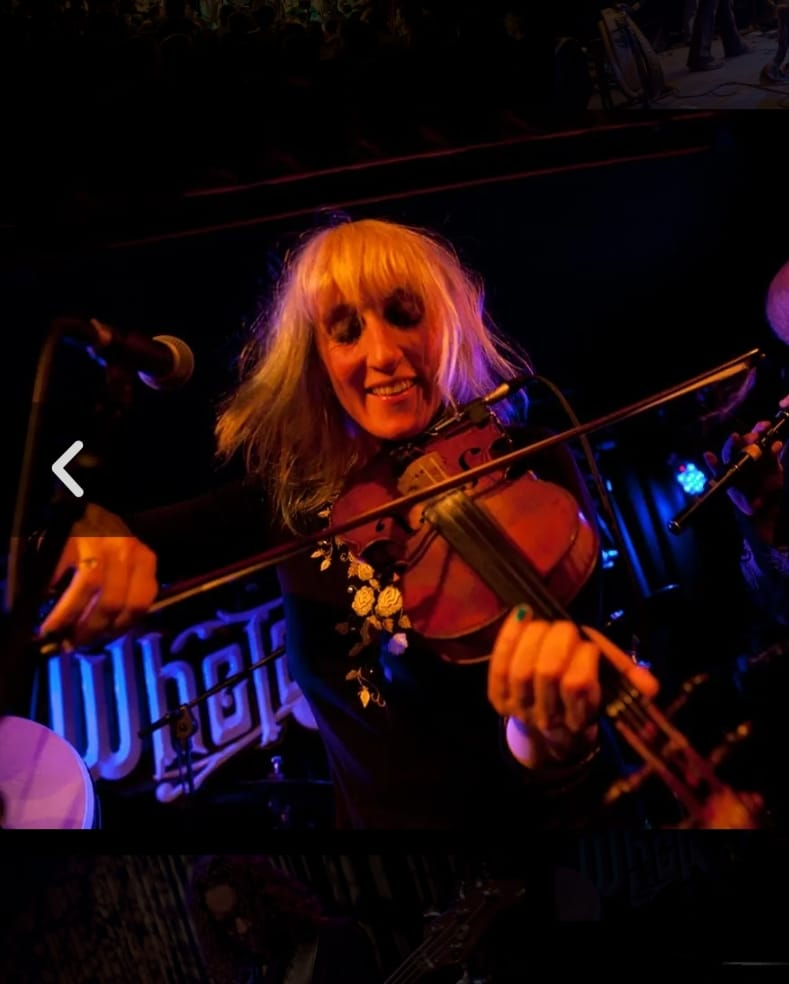
Dee Amstrong

|  |  |  |  |  |

## Discografía

### Como Kíla
- Groovin' (1991)
- Handel's Fantasy (1993)
- Mind The Gap (1995)
- Tóg É Go Bog É (1997)
- Lemonade & Buns (1999)
- Monkey (2002)
- Luna Park (2003)
- Live in Dublin (2004)
- Gamblers' Ballet (2007)
- Soisín (2010)
- Suas Síos (2014)
- Song of the Sea - BSO, con Bruno Coulais (2015)
- Kíla - Alive Beo (2017)

### Solo
- Tip Toe - Rónán Ó Snodaigh
- Tonnta Ró - Rónán Ó Snodaigh
- The Playdays - Rónán Ó Snodaigh
- The Third Twin - Eoin Dillon

## Pinceladas
La primera actuación de la banda fue en el Baggott Inn, en Dublín, a la que asistieron tres personas.
Han actuado en el WOMAD de Las Palmas de Gran Canaria, España, en su edición de noviembre de 2007, con gran éxito de público.
El 17 de mayo de 2008, tocan por primera vez en Andalucía, presentando su último álbum "Gambler's Ballet" en el FESTIVAL MAREMAGNUM (Tomares.- Sevilla), junto a los españoles RARE FOLK y los recientemente formados, "Unwanted".
El 21 de septiembre de 2024 el grupo se presentó en concierto en Cáceres en el festival de música irlandesa Cáceres irish fleadh en la Plaza Santa María, de hecho ya a partir de las cero horas del 22 de septiembre.